# 예수라 불리는 아이
《예수라 불리는 아이》(이탈리아어: Un bambino di nome Gesù, 영어: A Child Called Jeing)는 1990년 이탈리아에서 제작된 영화이다.

## 출연
- 마데오 벨리나 - 예수
- 버킴 페뮤 - 요셉
- 아레네 파파스 - 마리아
- 히셈 로스톰 - 세덱
- 마틴 카파시 - 조반나

## 한국판 성우진(SBS)
- 손정아 - 예수(마데오 벨리나)
- 설영범 - 요셉(버킴 페뮤)
- 안경진 - 마리아(아레네 파파스)
- 장승길 - 세덱(히셈 로스톰)
- 최문자 - 조반나(마틴 카파시)
- 김현직 - 랍비(압델라티프 함루니)
- 최병학 - 순례자(프랑코 시티)
- 이성 - 남성(마우리지오 도나도니)
- 조동희 - 랍비(누리 부지드)
- 이종오 - 에로드(페티 하다오위)
- 기경옥 - 막달레나(수잔나 마틴코바)
- 김태웅 - 마르치오(로베르토 비사코)
- 이병식 - 병사(프레데릭 다리)
- 이재정 - 마르타(마리 데번)
- 이선호 - 남자 아이(자크 루이스 아르놀드)
- 김순영 - 여성(모니아 우어타니)